# Гефель
Гефель (нім. Gefell) — місто в Німеччині, розташоване в землі Тюрингія. Входить до складу району Заале-Орла.
Площа — 45,21 км2. Населення становить 2415 ос. (станом на 31 грудня 2021).